# Władimir Niecwietajew-Dołgalow
Władimir Wienidiktowicz Niecwietajew-Dołgalow (ros. Владимир Венидиктович Нецветаев-Долгалёв; ur. 9 kwietnia 1970 w Permie) – rosyjski wspinacz sportowy. Specjalizował się we wspinaczce na czas. Mistrz świata z 1993 z Innsbrucka. 

## Kariera sportowa
W 1993 w austriackim Innsbrucku wywalczył tytuł mistrza świata we wspinaczce sportowej, w konkurencji na czas, w finale pokonał Ukraińca Serika Kazbekowa. W 1995 zdobył brązowy medal w Genewie. W Birmingham w 1999 w finałowej wspinaczce przegrał z Ukraińcem Wołodymyrem Zacharowem.
Wielokrotny uczestnik, medalistka prestiżowych, elitarnych zawodów wspinaczkowych Rock Master we włoskim Arco, gdzie w roku 1999 zdobył srebrny medal, w finale przegrał z Ukraińcem Wołodymyrem Zacharowem.

## Osiągnięcia

### Mistrzostwa świata
| Konkurencje  | 1993 | 1995 | 1997 | 1999 | 2001 |
| Wsp. na czas | 1    | 3    | —    | 2    | 9    |

### Mistrzostwa Europy
| Konkurencje  | 1996 | 1998 | 2000 |
| Wsp. na czas | 5-8  | 5-8  | —    |

### Rock Master
| Konkurencje  | 1999 | 2000 | 2001 |
| Wsp. na czas | 2    |      | 10   |